# کارل لارشون
کارل لارشون (سوئدی: Carl Larsson؛ زاده ۲۸ مهٔ ۱۸۵۳ درگذشته ۲۲ ژانویهٔ ۱۹۱۹) یک نقاش اهل سوئد بود.

## نگارخانه

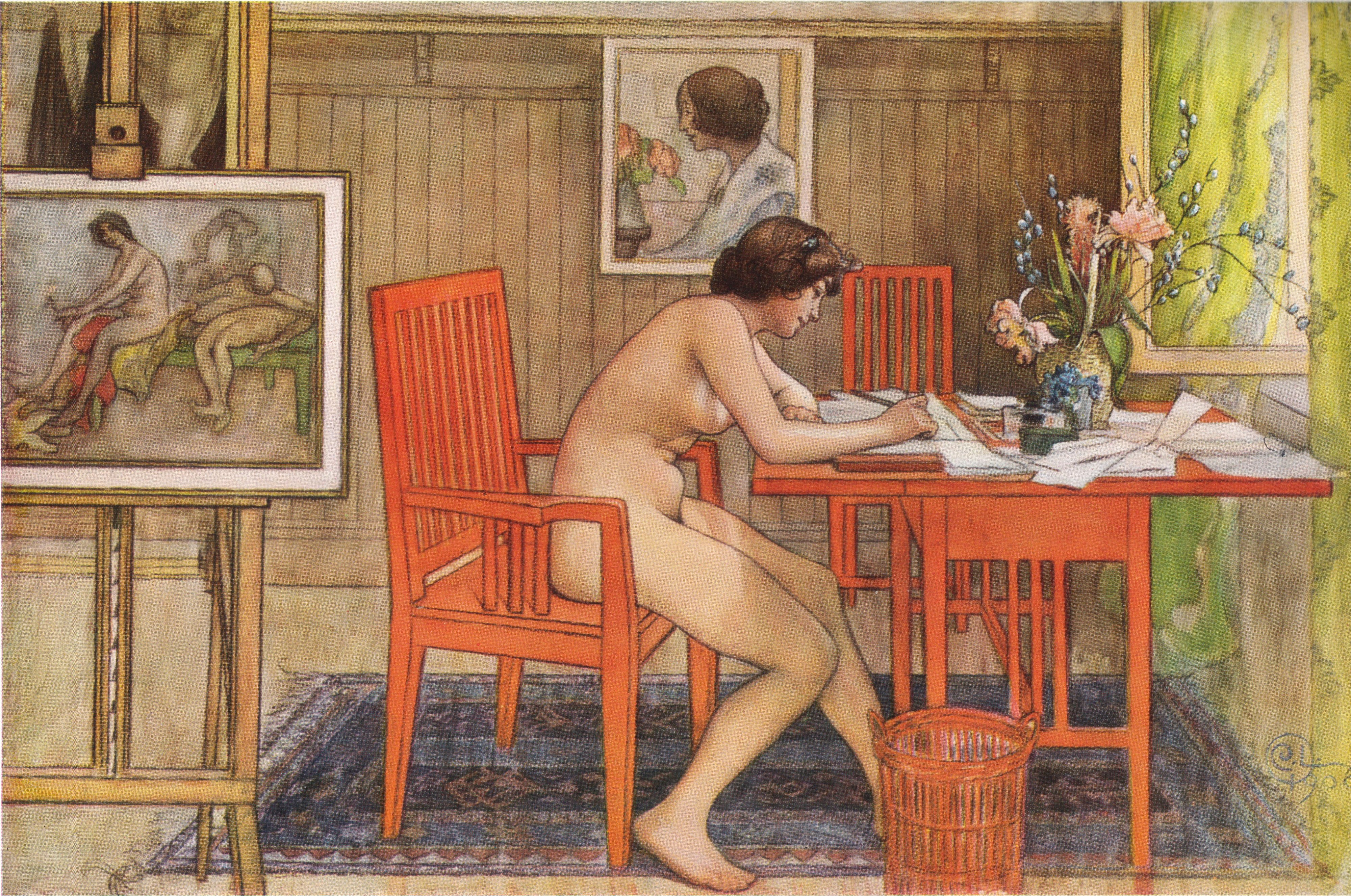
مدل نقاشی در حین نوشتن کارت پستال
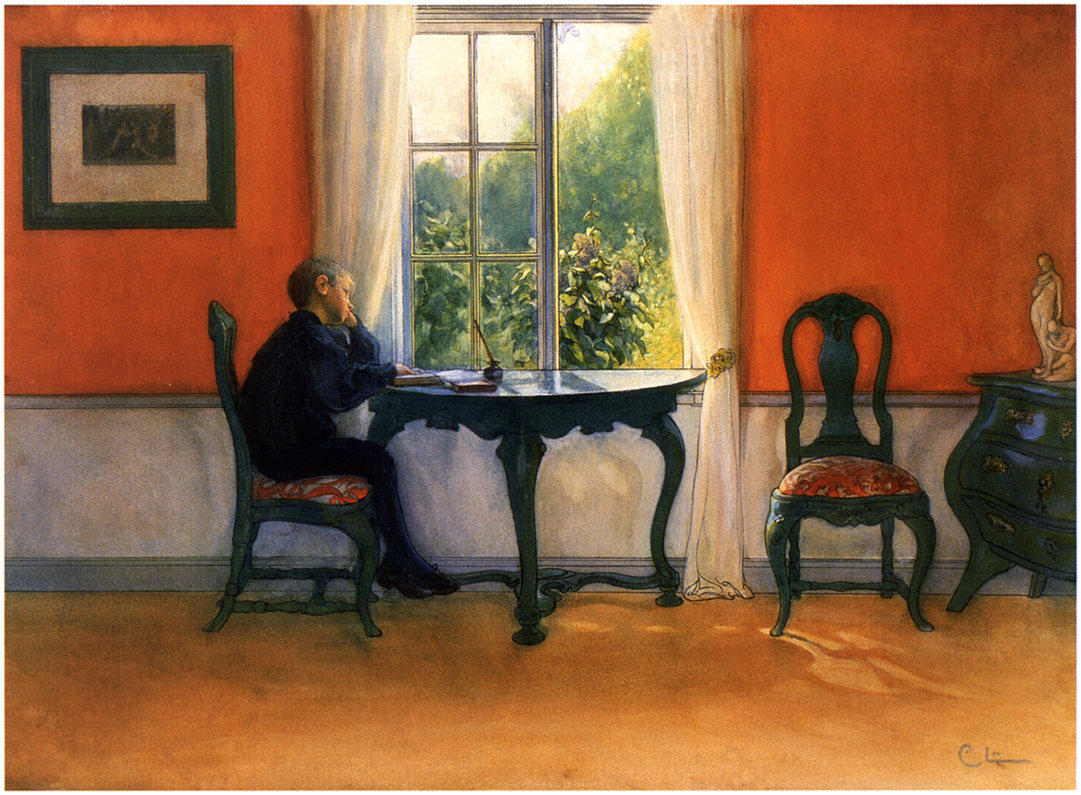
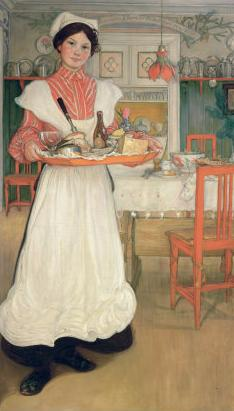
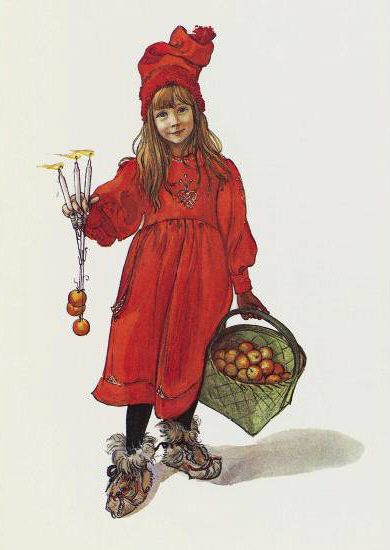
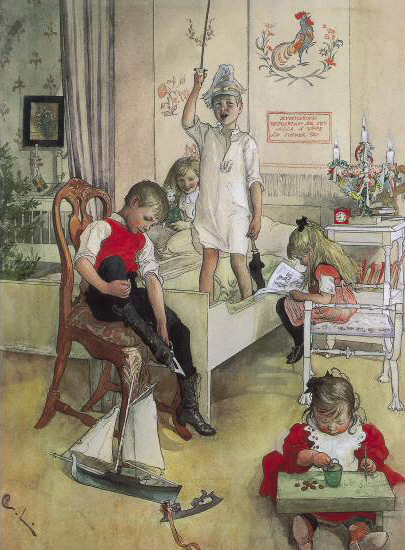
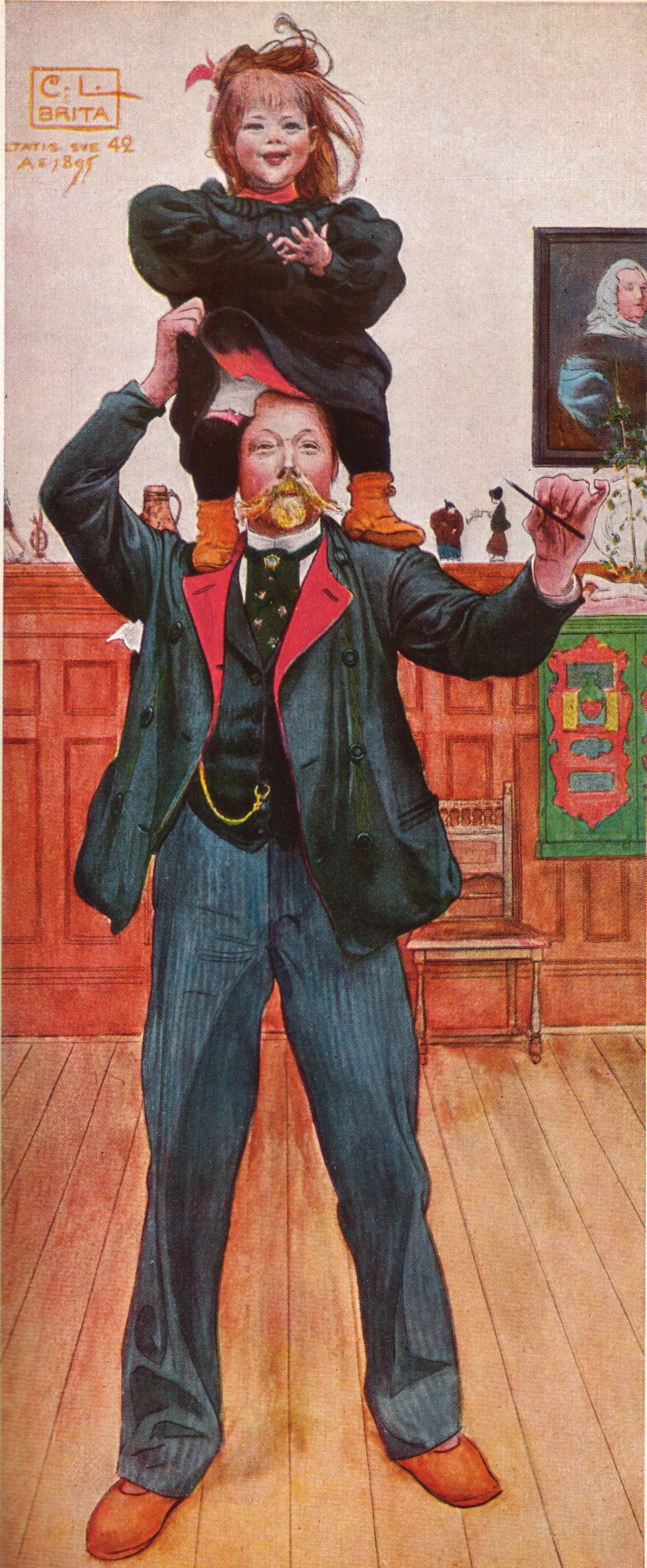
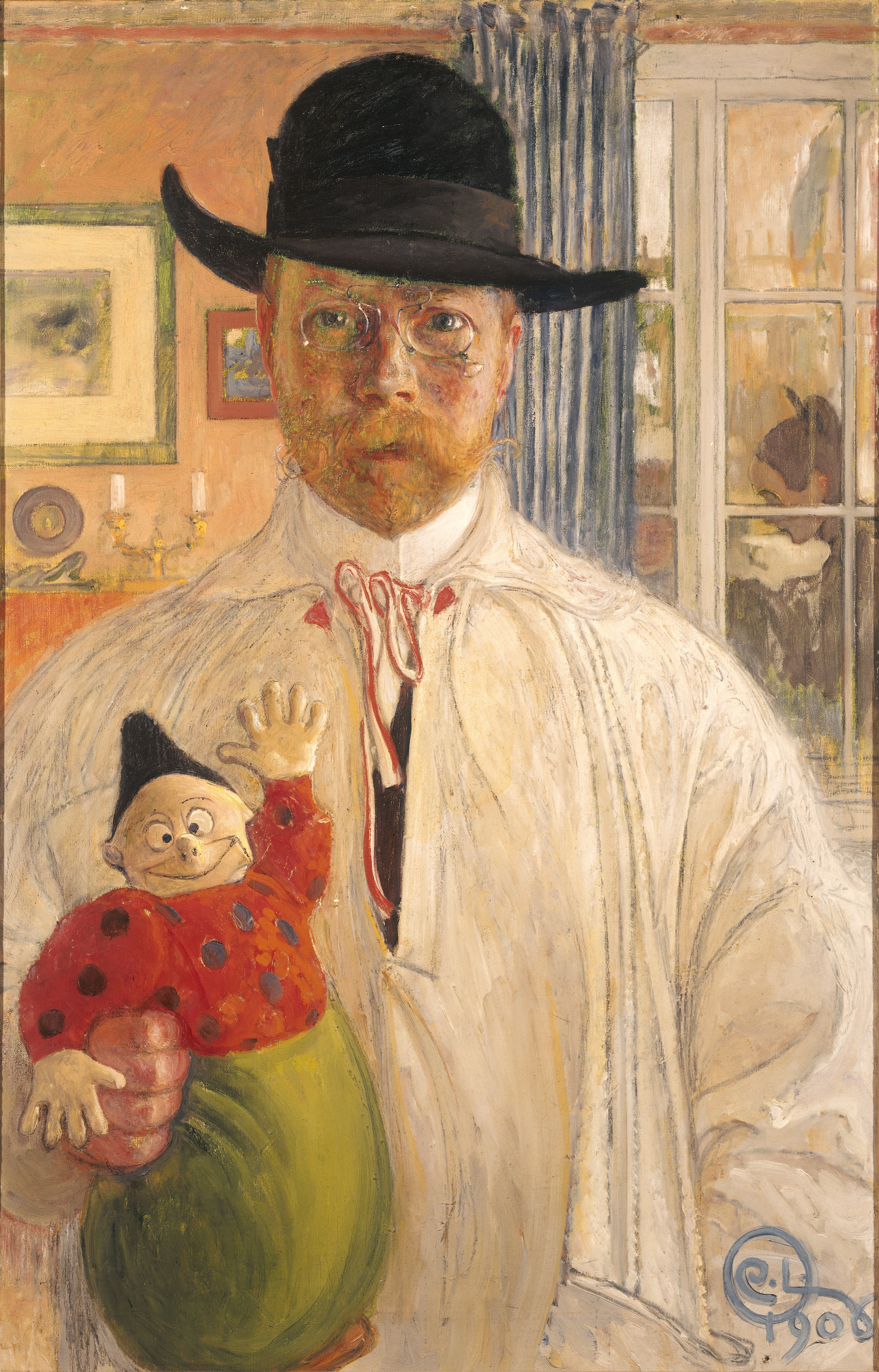
۱۹۰۶ م.
نگارخانهٔ تیلسکا (en)